# Vrachos
Nava Vrachos de 4.500 tdw, motor de 1,3 CP, pavilion Panama, a fost construit la șantierele navale William Gray & Co.Ltd din Durham, Marea Britanie și lansată la apă prin 1945. Primul proprietar a fost Wilson Line. În perioada celui de-al doilea război mondial a fost cargou american transformat apoi în navă comercială.
De-a lungul timpului nava a mai purtat doar un singur nume: Grecian până în 1966 deși a mai fost o navă asemănătoare cu Vrachos care se numea Marengo dar care nu s-a asociat cu Vrachos deși vasul era identic aproape fusese construit pe 5 februarie 1947 și s-a scufundat chiar rupt pe 22 iulie 1972 și se numea Nea Moni numele care îi fusese dat din 1967. Ultimii proprietari au fost „frații de origine greacă Vrachos”. La data eșuării, inspecția efectuată imediat de salvatorii români a evidențiat faptul că, în magazia-castelul navei panameze se aflau niște saci dublați cu azotat de amoniu, ce urmau să fie transportați pe câmp, nava avea și ceva probleme cu motoarele fiind foarte vechi ca și nava de altfel. Nava era un fantomă fără echipaj și care mergea singură eșuând pe Dunăre. 

### Ziua fatidică
La 10 ianuarie 1971 dimineața în portul Damen la acea vreme Dana 27, pe o ceață groasă la Galați și o zonă greu accesibilă datorită ghețarilor, nava venea cu viteză și care luase foc în urma unei greșeli umane provocate de marinarii greci la descărcare de saci în port, aceștia profitau de răgaz să repare instalația navei de produs abur pe navă - "caldarinele", niște vase mari uriașe sub presiune în care se injectează combustibil. "Caldarinele" erau oprite atunci, pentru a fi curățate. Când să aprindă una din ele, au băgat somoioage muiate în motorină și au dat foc, însă asta s-a întâmplat și că un fochist umblase cu o festilă aprinsă și de la injector au sărit niște picături de păcură în flăcări atât pe punte cât și în sala mașinilor. Neavând nici un stingător pe navă din neglijență, focul s-a întins. S-a alarmat tot portul atunci dând alarma ofițerul portului Damen care a văzut primul incendiul de pe navă, primii care au urcat pe navă au fost oamenii de la securitate și tot ei au fost și cei care au urcat și au scos buteliile de oxigen de la bord, care erau în pericol de a exploda!, echipajul navei abandonase nava și fugise către mal, a fost găsit doar secundul care a fost chestionat și a fost ținut aproximativ o lună la Galați. În drum spre punte, un grup de pompieri care aveau sarcina de a stinge incendiile din magazii și din sala mașinilor însă cedau acolo țevile pline de motorină. Oamenii de la securitate trebuiau totuși să facă ceva în acest sens și să mențină cât mai coborâtă temperatura astfel să nu se producă vreun dezastru, tot pompierii au revenit apoi și au stins flăcările focul ardea oricum numai prin sectorul caldarinelor, care erau izolate de restul navei prin pereți despărțitori era însă mult fum, incendiul deja se propagase în tabla corpului în jurul după amiezei care reînvia pericolul și impunea o nouă retragere urmată de o lungă obligatorie așteptare. Se căutau și se încercau și alte soluții se pusese problema la un moment dat să se tragă cu tunul în navă să facă gaură ca să poată pune mai ușor vasul pe fundul Dunării ideea nu părea rea dar putea face explozie dacă trăgeau în ea, atunci au hotărât toți oamenii care erau acolo și cei de la securitate băgăm apă în ea, au venit între timp niște remorchere care aveau instalații de stins incendii și au început să bage apă în caldarină, și în cele două magazii de la pupă. Căci dacă se încălzea prea tare păcura din cazan, se iniția o explozie care ar fi distrus cel puțin valea orașului. Au băgat apă timp de două zile, când focul doar mai mocnea pe ici pe colo incendiul a fost lichidat a doua zi dimineața deși părea stins incendiul nava a fost mutată către Tulcea și de acolo începuse să ardă din nou și în continuare s-a vărsat apă peste el. Ideea de a stinge incendiul a aparținut și celor de la Facultatea de Chimie Alimentară din Galați, pentru că azotatul era folosit ca îngrășământ chimic. S-a telefonat desigur și la un institut de Chimie Alimentară din București au vrut să știe exact cum să acționeze și care era pericolul nava era o adevărată bombă nucleară de puterea celei de la Hiroshima. Mai ales că exista pericolul unei explozii în lanț, nu numai a navei incendiate dar și a cantităților care se găseau din port. atat Galați cât și Brăila riscau să fie distruse, s-au informat și autoritățile din capitală, dar la Galați s-a făcut ce a trebuit sau ce a fost necesar fără indicații politice desigur. Specialiștii din capitală le-au comunicat celor din Galați că asupra navei cuprinse de flăcări și fum trebuie aruncată o cantitate uriașă de apă pentru a se evita explozia și prin scăderea temperaturii la care era supusă substanța chimică. Pe atunci nu erau nave de pompieri au fost chemate diverse nave din port și timp de 24 de ore s-a tot vârsat apă asupra navei incendiate a fost o noapte albă atunci nici răniți nici morți au fost evacuați mii de oameni din Bădălan mai ales că s-a ținut legătura atunci și cu un post de radio local care era la fața locului și care a informat la început și de faptul că pe lângă nava incendiată mai erau și alte șase nave care înconjurau nava și că baloane de oxigen sunt gata să explodeze!, nu a fost nici panică așa mare totul a decurs normal firesc, însă cei care și-au făcut datoria nu au fost recompensați. Nava transporta cantități uriașe de azotat de amoniu 3.700 de tone cu toate că se încărcaseră doar 1.500. Nu era exclus totuși să fie afectat și Combinatul Siderurgic mai ales secția cu fabrica de oxigen lichid, au vorbit despre acest caz și doi foști marinari gălățeni Gheorghe Drugan și Iancu Mărgărit astăzi amândoi ieșiți la pensie au povestit cele întâmplate atunci dar și câteva secrete de culise din filmul Explozia nu trebuie uitat nici fostul pompier gălățean extrem de important Ioan Costea care a intervenit în acest caz dramatic acesta numai trăiește din păcate în prezent că a murit în 1979. Fiul său Dan Costea îi duce mai departe meseria tatalui său de pompier, de asemenea pe lângă Ioan Costea a mai participat la intervenție și colonelul de la pompieri din acea perioadă Ștefan Costin. De asemenea și Ioan Gheorghe Tofan a lucrat ca fochist în acea perioadă înainte de a face școala de ofițeri a fost îmbarcat pe vas dar pentru o perioadă scurtă decembrie 1970-martie 1971 de remorcherul ceatal când a trebuit să se întoarcă la remorcher a aflat că Vrachos fusese luat din bazinul docuri și dus în ancoră în rada portului, aproape de Cotul Pisicii. Remorcherul ceatal se afla acolo împreună cu alte nave de salvare și stins incendii. S-a deplasat la remorcher care era acostat lângă cargou, după ce fusese făcută piața pentru popotă. Își aduce aminte că din gurile magaziilor lui Vrachos mai ieșea fum, diverși indivizi cu treaba sau nu, mișunau pe punte și prin cabine. Unii dintre ei cărau borcane cu fructe de mare și cutii metalice de diferite dimensiuni. Curios, a urcat pe puntea navei maritime, neagră de funingine. Un marinar român, de la unul din navele care participaseră la misiunea de salvare, care abia căraseră o paporniță plină, i-a pus in brațe o conservă din tablă cam de un litru, pe care nu scria nimic. Se gândise să nu fie bulion sau compot. Hai umflă-l!, i-a zis spus după aceea când a tăiat acasă conserva, a constatat încântat că fusese plină cu gem. Era doar o bucurie de durată pentru el pentru că era imposibil de mâncat ce era din ea, parcă înghițise fum. 

### Film Românesc
După doi ani de la acel eveniment, s-a făcut un film românesc Explozia în care au jucat câțiva actori importanți care s-au regăsit și în Cuibul Salamandrelor mai târziu cu aceleași roluri aproape. În film au jucat următorii actori: Dem Rădulescu - Neagu, George Motoi - Marinescu, Jean Constantin - Tilică, Toma Caragiu - Corbea, Gheorghe Oancea - Macarie, Draga Olteanu Matei - Angela Oprișan, Gheorghe Dinică - Gică Oprișan, Toma Dimitriu - Ioanide, Colea Răutu - Anghel, Aurel Cioranu - Samoilă, Mihai Mălaimare - hoțul de vapoare, Dorin Dron - marinarul străin, Radu Beligan - Luca, Tatiana Iekel - soția lui Corbea, Cezara Dafinescu - fata blondă, Mihai Boghiță - Gone, Mircea Bașta - Coman, Florin Piersic - marinarul străin, Mircea Diaconu - Victoraș, Mihai Albu, Mircea Cosma, Nicolae Călugărița, Nicolae Marian, Petre Simionescu, Radu Dumitrescu, Radu Jipa, Teodor Cojocaru, Victor Mavrodineanu - Vasile, Viorel Popescu. Mulți actori au dat aproape probe pentru film puțini au reușit să i-a rolul, s-au mai folosit în film și oameni din oraș chiar inclusiv cascadori renumiți din oraș epava navei a fost adusă lângă turnul de televiziune un loc foarte greu de filmat însă impactul filmului a decurs pozitiv și nu negativ. Filmul arăta realitatea care se poate produce oricând din cauza unei astfel de greșeli umane, numele personajelor au fost schimbate la fel ca și numele navei denumit Poseidon în loc de Vrachos numele original al navei în film nava transporta 4.000 de tone de azotat de amoniu, filmul a fost filmat întâi în Zătun și apoi după aceea în Galați, când s-a făcut filmul la Galați foarte multă lume a venit ca la urs să vădă filmul și actorii din film și cascadorii care făceau cascadorii evident că erau și plătiți la vremea aceea să facă lucrurile astea, mulți actori au comentat odată cu trecerea anilor momentele memorabile din acest film și din alte filme în care au mai jucat de altfel. Filmul a atras atenția și altor țări de exemplu Germania Marea Britanie sau Statele Unite care erau interesate de astfel de tragedii navale, filmele au fost dublate-subtitrate atât în engleză cât și în germană de altfel în România filmul a luat premiu la Galați unde au fost prezenți toți actorii cascadorii sau chiar persoane din Galați care au apărut în film printre ele fiind câteva: Florin Armencea figurant pentru el au fost primii bani câștigați cinstit prin muncă, Doru Besliu jucase rolul copilului dolofan din film! acesta a lucrat la IJTL RATU actualmente transurb acesta numai este din păcate în viață pentru că a murit acum ceva ani la 47 de ani a fost căsătorit cu Florina Besliu și a stat undeva prin Mazepa, de asemenea Ionel Cernea a participat și el în film ca figurant și interesant este că a atunci când a participat ca figurant pentru film nu știa că va deveni marinar profesionist, ofițer și mai apoi comandant de navă, soția sa este Mariana Cernea. Filmul a fost doar o propagandă reușită ce-i drept fără amestecări politice prea mari. 

### Epava
După film nava a fost pusă pe o remorcă și dusă tocmai între Galați și satul insulă Pisica unde s-au lăsat ancorele umplută cu apă nava a ajuns cu pupa pe fundul Dunării. Cei implicați în acțiune au ațipit doar pe navele care înconjurau Vrachos, vasul a fost din nou mutat de această dată până aproape de Brăila și apoi abandonată pe canalul Măcin la doi pași de Smârdan, și a stat ceva timp pentru că era în proprietatea statului împreună cu Nouha'K și Nafshi Toe pentru că nu au vrut să achite costul operațiunilor de salvare armatorii lor ele zac încă înainte de revoluție pe canalul Măcin la doi pași de Smârdan, totuși Vrachos ar fi trebuit să se afle oficial în proprietatea statului însă documentul navei a dispărut aproape cu desăvârșire din evidențele portului Damen din Galați. Însă în 1994 nava Vrachos fusese tăiată în mare parte din acea nava mai rămăsese doar un tanc de combustibil din care se presupunea că ar mai fi rămas o cantitate de păcură de acum trei decenii. Localnicii din zonă au avut grijă și au pus dopuri de lemn în orificiile colosului care ieșea deasupra apei vreo doi metri tocmai ca să nu se scurgă mizeria din interior, totul fusese curățat numai era nici un strop de azotat de amoniu în interior, nava a rămas astăzi din păcate doar o amintire dar oamenii nu vor uita niciodată acest eveniment mai ales cei care trăiau atunci, nava oricum era imensă pe vremea când nu fusese tăiată înaltă cât un bloc de câteva etaje totuși păcat că a fost o asemenea ocazie nenorocită cu tirul de la Mihăilești numai așa oamenii să își amintească de ce s-a întâmplat atunci cu nava încărcată cu azotat de amoniu și care putea curma mii de vieți a multor oameni dacă nu se găseau soluții cât mai repede pentru a scăpa de nenorocire totuși este de apreciat munca și gândirea rezolvării problemelor atunci că acum sau în altă viață dacă s-ar întâmpla așa ceva nu cred că s-ar descurca la fel de bine ca cei de atunci iar orașul va fi distrus în totalitate totuși de atunci oamenii au învățat cum să transporte mărfurile acestea periculoase și astfel de lucruri nu s-au mai întâmplat de atunci e drept cele mai multe cazuri vizează tirurile că ele de regulă mai transportă astfel de mărfuri și habar nu au șoferii în general de pericolele la care se expun transportând mărfurile acestea periculoase însă că să fie transportate în siguranță și fără pericole ar trebui să fie câte două-trei persoane la un tir sau mai multe ceea ce este cam greu din păcate. Oricum statul român a plătit armatorului despăgubiri pentru că la film s-a folosit de navă fără aprobarea armatorului halal afacere așadar, normal statul a plătit că s-au folosit de epavă în film dar conform tratatelor internaționale trebuia totuși avizul armatorului așa și-a scos paguba
la fel fusese și în cazul navei Rostock. Oricum nava nu a fost chiar tăiată în 1994 cum s-a speculat abia după 1994 a fost tăiată și aruncată cu totul la fier vechi în anul 2000, cu toate că în 1999 s-a dat de înțeles că nava era încă în proprietatea statului și bineînțeles nu numai aia rămăsese acolo ci și Nafshi Toe dar și Nouha'K care se scufundase în 1981 și fusese ranfluată apoi adică scoasă la suprafață. Cu toate că nava Vrachos ar mai exista și astăzi chiar! pe unul din canalele Dunării înspre Tulcea nu se știe sigur dacă aceasta mai este întreagă este posibil ca peste ani această navă să nu fi rezistat datorită incendiului de atunci care a
afectat nava destul de rău luându-se vopseaua de pe ea!, apoi cojită arsă prăjită! dar și plină de fum! numai bună de dat la fier vechi, partea bună sigură este că a fost curățată complet de azotatul de amoniu așa că numai era cazul să reprezinte vreun real pericol! oricum navei i-au fost puse niște dopuri ca să nu iasă mizeria din interior afară și astfel să polueze întreaga zonă!, nava oricum dădea să se mai ridice vreo doi metri cel puțin!.   

### Alte evenimente navale
După Vrachos, la Galați au mai fost tragedii navale în 1979 scufundarea navei Transilvania care a fost ancorată la mal, în 1981 nava Nouha'K se scufundase și fusese apoi ranfluată, nava Randa care fusese înghițită de timp și nisipuri, în 10 septembrie 1989 scufundarea navei Mogoșoaia comandanți erau Ion Postolache, Emil Ilicenco, Gheorghe Manole, Laurențiu Nenciu, Daniel Sava, Remus Badiu, Gigel Anghel, Eugen Lazăr, Ioniță Hodorogea și Dan Coadă. una din cele mai mari tragedii din Galați care s-a lăsat cu decesele a mii de oameni după ce s-a lovit de o barjă bulgărească formată din împingătorul Petar Karanicev și alte șase barje comandanți fiind Gheorghi Petrov Anghelovski și Nedelkev Petrov unul din aceștia Anghelovski a și făcut pușcărie dar în țara sa natală Bulgaria asta prin 1993 că apoi a fost eliberat deși nu ar fi meritat pe deplin, mulți dintre ei au fost scoși atunci dar alții după aproape doi ani chiar trei ani s-a dorit inițial să se facă la fel ca la Explozia un reality show cu epava Mogoșoaia dar nu au primit nici un acord pentru așa ceva oricum a fost o dramă tragedia asta nu se merita să faci vreun film sau un reality show să fim serioși totuși. A mai fost un caz asemănător cu Vrachos și este vorba de nava Independența aceasta avea un deplasament mai mic ca Vrachos în jur de 150.000 tdw aceasta nu transporta azotat de amoniu dar oricum a fost cea mai mare navă cargo construită vreodată din România. Aceasta a și fost considerată nava amiral a flotei comerciale românești, un fel de Titanic românesc al flotei românești. Nava din 1977 era în pericol și urmărită de blestem mai ales că au fost prezenți la botezul navei în acel an Nicolae și Elena Ceaușescu acel eveniment a fost marcat de la început de un eșec deoarece sticla de șampanie lansată de Elena Ceaușescu nu se spărsese dar a lovit bordajul navei. Accidentul acelei nave a avut loc pe data de 15 noiembrie 1979 în timp ce revenise din al 19-lea voiaj, nava Independența se afla în Marea Marmara pentru a tranzita Bosforul spre Marea Neagră. La ora 04:35 ora locală nava românească a fost lovită în dreptul tancurilor 3-4 babord de nava grecească Evriali. Abordajul a provocat spargerea tancurilor de marfă ale navei și deversarea unei mari cantități de țiței în mare. Datorită scânteilor produse, s-au declanșat puternice explozii, care au făcut ca nava să i-a foc și să eșueze arzând. Din echipajul de 45 de marinari, au murit 42 dintre ei din care 11 fuseseră dați dispăruți. Numai trei marinari au reușit să se salveze, incendiul a durat 29 de zile, fiind stins abia în dimineața zilei de 14 decembrie 1979. A fost găsit vinovat de producerea accidentului comandantul grec al navei Evriali, Alekos Adamopulos, care a fost condamnat la 20 de luni de închisoare. Perioada de detenție rămasă de executat a fost transformată în cauțiune de numai 850 dolari, din cauza stării grave în care se afla nava Independența nu a mai putut fi recuperată pentru reparații. de altfel mai sunt sesizate cazurile navelor Unirea și Biruința care de asemenea au avut explozii incendii la bordul navei. România a avut mai multe nave înainte de 1989 șase construite în țară din care două s-au scufundat și erau foarte mari Independența și Unirea care avea tot 150.000 tdw și patru erau fabricate în Japonia. Biruința era una din cele mai importante nave realizate în România.